# Salvatore Rotolo
Salvatore Rotolo (Scanno, 8 luglio 1881 – Roma, 20 ottobre 1969) è stato un vescovo cattolico italiano.

## Biografia

### Formazione e ministero sacerdotale
Lasciata la natìa Scanno, entra nel collegio salesiano del Sacro Cuore di Gesù a Castro Pretorio il 15 settembre 1891 per sua espressa scelta.
Dal 1896 al 1898 è chierico e fa il noviziato a Genzano di Roma, a quel tempo diretto da Luigi Versiglia.
Dopo la professione perpetua, il 1º ottobre 1898, prosegue gli studi teologici a Foligno ed a Roma dove viene ordinato presbitero il 10 agosto 1905.
È direttore dell'Istituto Sacro Cuore di Roma, dal 1917 al 1926, ed a Torino-Oratorio dal 1926 al 1929.
Rientra a Roma quale direttore della Scuola Agraria al Mandrione, ma ben presto diviene chiaro che il suo rientro è voluto per affidargli la realizzazione dell'Istituto Pio XI di cui è direttore, dal 1929 al 1935, e successivamente della vicina Basilica di Santa Maria Ausiliatrice al Tuscolano, di cui è il primo parroco dal 1932 alla sua nomina episcopale.

### Ministero episcopale
Per interessamento diretto di Pio XI, il 5 ottobre 1937 viene eletto vescovo titolare di Nazianzo e nominato ausiliare del cardinale Enrico Gasparri, vescovo suburbicario di Velletri.
È proprio il cardinale Gasparri che lo consacra, il 31 ottobre successivo, nella sua chiesa parrocchiale, coadiuvato dal salesiano Ambrogio Felice Guerra, arcivescovo titolare di Verissa, e da Francesco Pascucci, vescovo titolare di Sion e segretario generale del Vicariato di Roma.
Negli anni di permanenza a Velletri segue personalmente la costruzione della città di Littoria (ora Latina) e di tutti i borghi della bonifica dell'Agro Pontino curando che l'assistenza spirituale dei coloni venga garantita, continua e costante.
Ciò si rende possibile grazie all'intesa che ha con il Rettor Maggiore dei Salesiani di Don Bosco don Pietro Ricaldone ed all'impegno di numerosi confratelli salesiani che si trasferiscono in quelle terre bonificate.
Durante i disastrosi bombardamenti che colpiscono la città di Velletri, anche la Cattedrale di San Clemente subisce gravi danni con il seminario dove è alloggiato e molte chiese vengono distrutte.
La città viene sfollata e la popolazione trova ricovero nelle grotte circostanti o in capanne di fortuna costruite nelle vigne.
Riparatosi in un primo momento nella cripta della cattedrale, successivamente si trasferisce a Norma, da dove inizia una peregrinazione continua per visitare la popolazione della diocesi ovunque si sia rifugiata; a tutti porta conforto e sostegno paterno, assistenza religiosa e aiuti condividendo disagi ed avversità.
Il 20 maggio 1946, con la morte del cardinale Enrico Gasparri, viene interrotto anche il suo impegno per la diocesi di Velletri, mentre sta iniziando un arduo lavoro per contribuire anche alla ricostruzione materiale della città, in quanto il nuovo titolare, il cardinale Clemente Micara, nominato il 13 giugno di quell'anno, non lo riconferma quale ausiliare.
Rientrato a Roma, Pio XII lo pone a capo della Commissione Pontificia per gli aiuti ai profughi.
Visita tutti i campi dei rifugiati internazionali e quelli di concentramento sparsi in ogni parte d'Italia, diventando il messaggero del papa.
Nel mese di aprile del 1948 lo stesso pontefice lo nomina prelato nullius di Altamura e Acquaviva delle Fonti e, successivamente, il 29 agosto del 1955, anche assistente al Soglio Pontificio.
Nel 1962, per ragioni di salute, rassegna le dimissioni da Ordinario, e va a risiedere presso l'Istituto Salesiano di Gaeta.
Partecipa a tutte le sessioni del Concilio Vaticano II.
Nel 1966 torna a risiedere nell'Istituto Pio XI di Roma, accanto alla Basilica di Santa Maria Ausiliatrice, all'interno della quale è sepolto, dopo le solenni esequie presiedute dal cardinale Luigi Traglia nella stessa Basilica.

## Genealogia episcopale
La genealogia episcopale è:
- Cardinale Scipione Rebiba
- Cardinale Giulio Antonio Santori
- Cardinale Girolamo Bernerio, O.P.
- Arcivescovo Galeazzo Sanvitale
- Cardinale Ludovico Ludovisi
- Cardinale Luigi Caetani
- Cardinale Ulderico Carpegna
- Cardinale Paluzzo Paluzzi Altieri degli Albertoni
- Papa Benedetto XIII
- Papa Benedetto XIV
- Papa Clemente XIII
- Cardinale Marcantonio Colonna
- Cardinale Giacinto Sigismondo Gerdil, B.
- Cardinale Giulio Maria della Somaglia
- Cardinale Carlo Odescalchi, S.I.
- Cardinale Costantino Patrizi Naro
- Cardinale Lucido Maria Parocchi
- Cardinale Pietro Respighi
- Cardinale Vittorio Amedeo Ranuzzi de' Bianchi
- Cardinale Enrico Gasparri
- Vescovo Salvatore Rotolo

## Opere principali
- Don Bosco e la devozione a San Luigi Gonzaga: a glorificazione di S. Luigi nel secondo centenario della canonizzazione (1926)
- I soggiorni del Beato Giovanni Bosco in Roma (1929)